# Gai Semproni Atratí
Gai Semproni Atratí (llatí: Gaius Sempronius Atratinus) va ser un magistrat romà. Era fill d'Aulus Semproni Atratí el jove i formava part de la gens Semprònia, una antiga família romana.
Va ser elegit cònsol l'any 423 aC i va dirigir la guerra contra els volscs. Atesa la seva negligència l'exèrcit romà gairebé va ser vençut i es va salvar només gràcies a l'actuació de Sext Tempani, un dels oficials de la cavalleria, que va aconseguir deixar la batalla sense guanyador clar quan els combats es van aturar en arribar la nit, i tots dos bàndols van abandonar els seus camps considerant que havien perdut. La negligència d'Atratí va provocar gran indignació a Roma i va ser acusat pel tribú Quint Hortensi, però els càrrecs es van desestimar per la intervenció de Tempani i altres tres col·legues que havien servit sota Atratí i havien estat elegits tribuns. L'any 420 aC l'acusació es va renovar i finalment Atratí va ser condemnat a pagar una forta multa.